# スリーデイボーイズ
『スリーデイボーイズ』は、2009年の日本映画。インデペンデント映画を作ってきた夏目大一朗監督の長編映画デビュー作である。

## あらすじ
寺の修行から逃げ出した3人の若い坊主を描く。

## キャスト
- 塚原大助
- 清水伸
- 吉村紗耶香
- 渡辺麻友
- 宮澤佐江
- 仲川遥香
- 山本剛史
- 山野海
- 金田爽
- 廣川将都
- 白石直也
- 伊藤あすか
- 立花彩野
- 百瀬実咲
- ダンディ坂野
- テツandトモ
- ビートきよし
- 大久保佳代子
- 辻岡正人
- 諏訪太朗
- Min